# Granlandet (vid Svarta Hästen, Sibbo)
Granlandet är en ö i Finland. Den ligger i Finska viken och i kommunen Sibbo i landskapet Nyland, i den södra delen av landet. Ön ligger omkring 17 kilometer öster om Helsingfors.
Öns area är 13,2 hektar och dess största längd är 490 meter i sydväst-nordöstlig riktning. Ön höjer sig omkring 30 meter över havsytan.